# الخشعة (رصد)

تعديل مصدري - تعديل

الخشعة هي إحدى قرى عزلة القارة بمديرية رصد التابعة لمحافظة أبين، بلغ تعداد سكانها 47 نسمة حسب تعداد اليمن لعام 2004.